# Sōma, Fukushima
Sōma (相馬市 (Tương Mã thị) Sōma-shi) là một thành phố thuộc tỉnh Fukushima, Nhật Bản.